# Вила ди Паникале (Маса-Карара)
Вила ди Паникале је насеље у Италији у округу Маса-Карара, региону Тоскана.
Према процени из 2011. у насељу је живело 72 становника. Насеље се налази на надморској висини од 391 м.